# Leo den Hollander

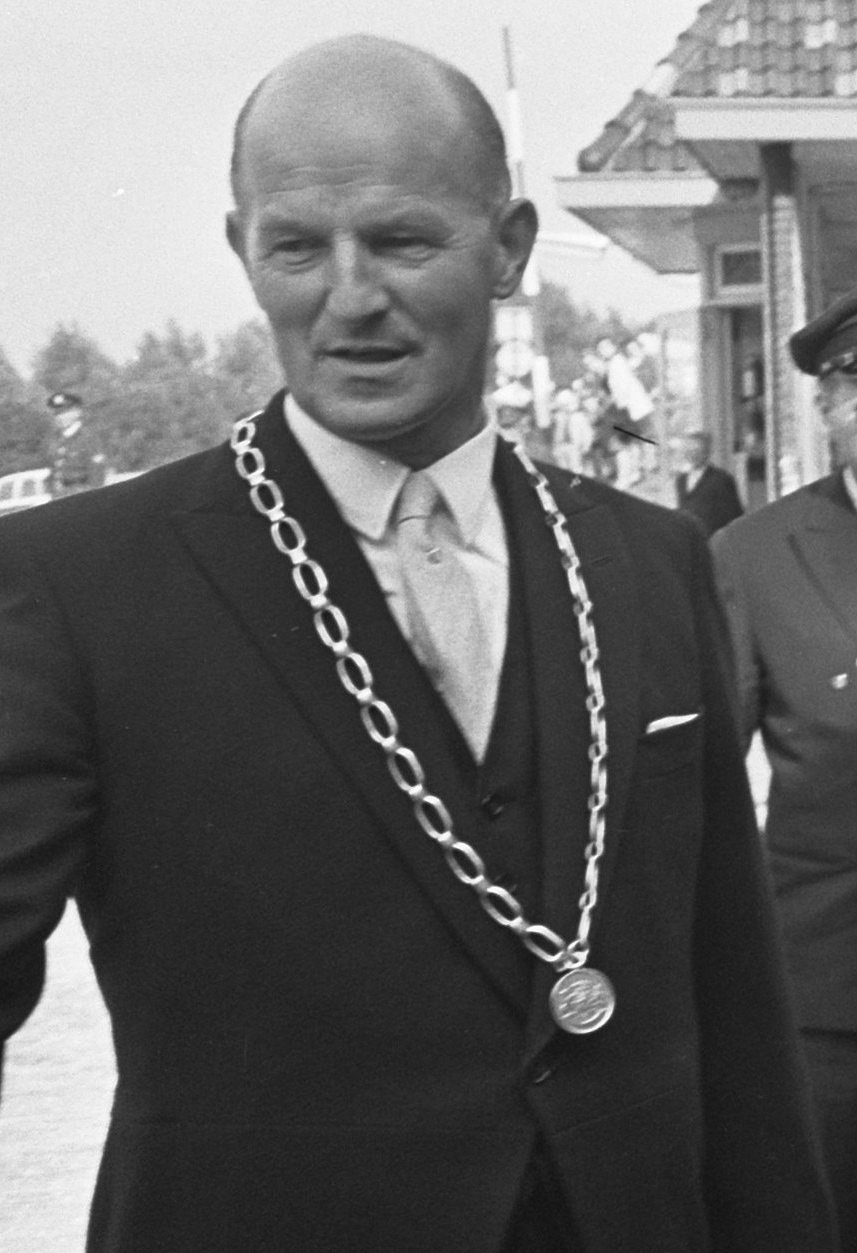
Burgemeester L.J. den Hollander (1968)

Leendert Johannes (Leo) den Hollander (Axel, 24 maart 1914 – Leerdam, 16 juli 2001) was een Nederlands burgemeester.
Hij werd geboren als zoon van Laurens Johannes den Hollander (1880-1955) die toen burgemeester van Axel was. In 1921 verhuisde het gezin naar Goeree-Overflakkee omdat vader burgemeester van de gemeenten Middelharnis en Sommelsdijk was geworden. Zelf begon Leo den Hollander begin jaren 30 zijn ambtelijke loopbaan als volontair bij de gemeentesecretarie van Middelharnis waar zijn vader tot 1945 burgemeester was. In 1939 werd hij benoemd tot commies en chef van de afdeling financiën van de gemeente Ambt Hardenberg. Vanaf september 1940 was hij enkele maanden eerste ambtenaar bij de gemeente Alkemade. Daarna was hij nog werkzaam bij de gemeentesecretarieën van Breukelen-Sint Pieters/Breukelen-Nijenrode en Geldermalsen voor hij eind 1943 de gemeentesecretaris van Loenen aan de Vecht werd. Vanaf juli 1945 was Den Hollander enige tijd de door het Militair Gezag benoemde fungerend burgemeester van Puttershoek en Heinenoord. Een maand later werd W. van der Ploeg met terugwerkende kracht gestaakt als burgemeester van die gemeenten. In 1946 werd Den Hollander benoemd tot de burgemeester van Heinenoord en in mei 1948 volgde zijn benoeming tot burgemeester van Hazerswoude. Daarna was hij nog van 1959 tot zijn pensionering in april 1979 burgemeester van Leerdam. Den Hollander overleed daar midden 2001 op 87-jarige leeftijd.